# Коннор Паоло
Коннор Паоло (англ. Connor Paolo, нар. 11 липня 1990, Нью-Йорк, США) — американський актор. Відомий своїми ролями Еріка ван дер Вудсена в підлітковому драматичному серіалі The CW «Пліткарка» та Деклана Портера в драматичному серіалі ABC «Помста».

## Життєпис
Дебютував у фільмі Клінта Іствуда, номінованому на «Оскар», «Таємнича річка», зігравши молодого Шона. Актор також зіграв неповнолітнього вбивцю-ґвалтівника в епізоді «Закон і порядок: Спеціальний відділ жертв».
У 2004 році Паоло брав участь у фільмі One Life to Live виконавши роль Тревіса О'Коннелла. Паоло ще раз з'явився в серіалі «Закон і порядок: Спеціальний підрозділ жертв», зігравши збентеженого підлітка на основі реальних подій у справі Джастіна Беррі.
Інші фільми за його участі «Всесвітній торговий центр» Олівера Стоуна у 2006 році, «Снігові ангели», режисера Девіда Гордона Гріна та «Улюблений син», перша головна роль Коннора.
Працював в театрі та знімався у рекламних роликах.
Паоло з'являвся на бродвейській сцені в хітовому мюзиклі The Full Monty та поза Бродвеєм у виставі нью-йоркського публічного театру «Річард III» Шекспіра.  Зіграв Ботома у скороченій постановці Шекспіра «Сон літньої ночі».
З 2007 по 2011 рік Паоло виконав роль другого плану Еріка ван дер Вудсена, брата головної героїні Серени ван дер Вудсен в серіалі The CW «Пліткарка».
Востаннє з'явився в шостому сезоні серіалу.
У 2010 році він зіграв головну роль у фільмі про апокаліпсис «Земля ставок» режисера Джима Мікла.
У квітні 2011 року Коннор приєднався до акторського складу драматичного серіалу ABC «Помста». У серпні 2011 року оголосив, що зніматиметься у новому серіалі «Помста» на постійній основі, а його персонаж Ерік ван дер Вудсен у «Пліткарці» більше не з'являтиметься. Однак актор повернувся до зйомок у «Пліткарці» під час фіналу серіалу.
Паоло покинув серіал «Помста» в травні 2013 року, після того, як його персонаж помер у фіналі другого сезону.
У 2020 році Variety оголосив, що Паоло приєднається до акторського складу комедії Кріса Блейка «Соціальне дистанціювання».
Фільм був знятий у розпал пандемії COVID-19 у 2020 році з використанням дистанційних технологій та iPhone 11.

## Фільмографія

### Фільми
| рік      | Назва                          | Роль               | Примітки                                                                        |
| -------- | ------------------------------ | ------------------ | ------------------------------------------------------------------------------- |
| 2003 рік | Таємнича річка                 | Молодий Шон Дівайн |                                                                                 |
| 2004 рік | Олександр                      | Молодий Олександр  |                                                                                 |
| 2006 рік | Всесвітній торговий центр      | Стівен Маклафлін   | Номінація — Найкраща гра в повнометражному фільмі — молодий актор другого плану |
| 2007 рік | Снігові ангели                 | Уоррен Хардескі    |                                                                                 |
| 2008 рік | Улюблений син                  | Росс               |                                                                                 |
| 2009 рік | Сезон перемог                  | Деймон             |                                                                                 |
| 2010 рік | Табір Пекла                    | Джек               |                                                                                 |
| 2010 рік | Земля вампірів                 | Мартін             |                                                                                 |
| 2016 рік | Запит в друзі                  | Кобі               |                                                                                 |
| 2016 рік | Як ягнята                      | Мік Спрінгфілд     |                                                                                 |
| 2016 рік | Поза законом                   | Коннор             |                                                                                 |
| 2016 рік | Stake Land II: The Stakelander | Мартін             |                                                                                 |
| 2017 рік | Зграя з чотирьох               | Тоні Пакареллі     |                                                                                 |
| 2021 рік | Соціальне дистанціювання       | Павло              |                                                                                 |
| 2023 рік | Остання зупинка в окрузі Юма   | Гевін              |                                                                                 |
| 2023 рік | Засідка                        | Акерман            |                                                                                 |
| 2023 рік | Молода дружина                 |                    | Пост-продакшн                                                                   |

### Серіали
| рік            | Назва                                     | Роль                | Примітки                                                                                          |
| -------------- | ----------------------------------------- | ------------------- | ------------------------------------------------------------------------------------------------- |
| 2002 рік       | Закон і порядок: Спеціальний відділ жертв | Закарі Коннор       | Сезон 4, епізод 9: «Неповнолітній»                                                                |
| 2004 рік       | Жити одне життя                           | Тревіс О'Коннелл    | 16 серій                                                                                          |
| 2006 рік       | Закон і порядок: Спеціальний відділ жертв | Тедді Віннок        | Сезон 7, епізод 21: «Павутина»                                                                    |
| 2007–2012 роки | Пліткарка                                 | Ерік ван дер Вудсен | Повторювані (1–4 сезони); спеціальний гість (сезон 6, епізод 10: " Нью-Йорк, я люблю тебе XOXO ") |
| 2010 рік       | Милосердя                                 | Еверетт Конус       | Сезон 1, епізод 15: «Я вбив тебе, чи не так?»                                                     |
| 2011 рік       | Stake Land: Витоки                        | Мартін              | 1 сезон 6 серія: «Мартін»                                                                         |
| 2011–2013 роки | Помста                                    | Деклан Портер       | Головний акторський склад (1-2 сезони)                                                            |
| 2016 рік       | Година пік                                | Генрі               | Сезон 1, епізод 6: «Ласкаво просимо назад, Картер»                                                |
| 2016 рік       | Шведські Дікс                             | Тім                 | Сезон 1, епізод 1: «Коли Інгмар зустрів Акселя»                                                   |
| 2017 рік       | Хоробрий                                  | Нейт                | Сезон 1, епізод 4: «Break Out»                                                                    |
| 2017 рік       | Бізнес, який робить задоволення           | Джейсон             | 1 сезон 1-6 епізоди                                                                               |
| 2018 рік       | Електричні сни Філіпа К. Діка             | Ітан                | Сезон 1, епізод 9: «В безпеці»                                                                    |
| 2020 рік       | Резидент                                  | Ісаак Морган        | Сезон 3, епізод 19: «Система підтримки»                                                           |

### Відеоігри
| Рік  | Назва | Роль | Примітки  |
| ---- | ----- | ---- | --------- |
| 2006 | Bully | Том  | озвучення |